# Johann Jakob Kaup
Johann Jakob Kaup (Darmstadt toen nog het Groothertogdom Hessen, 20 april 1803 -  Darmstadt, Duitse Keizerrijk, 4 juli 1873) was een Duits paleontoloog en dierkundige.

## Biografie
Het gezin waaruit Kaup afkomstig was verkeerde in financieel kommervolle omstandigheden. Zijn vader Frederick Kaup was luitenant maar moest wegens een geschil met collega's Darmstadt verlaten voor Johann geboren werd. Johann doorliep de Latijnse School aldaar. Hij zat daar bij later bekende landgenoten als Justus von Liebig en Georg Gottfried Gervinus op school. Door geldgebrek moest hij in 1819 van school. Daarna hield hij zich individueel bezig met wetenschappelijk werk. Een jaar later overleed zijn moeder, hij werd daardoor op 17-jarige leeftijd een wees. Hij verdiende zijn geld met schrijfklusjes en met de verkoop van opgezette vogels. Die vogels schoot hij met behulp van een blaaspijp. Het opzetten van vogels had hij geleerd van Dr Georg Bekker die bestuurslid was van het Naturaliënkabinet van de gemeente Darmstadt.
In 1822 studeerde Kaup aan de Georg-August-Universität Göttingen een jaar later ging hij naar de Ruprecht-Karls-universiteit in Heidelberg. In 1823 werkte hij twee jaar lang in Leiden onder leiding van Coenraad Jacob Temminck aan het 's Rijks Museum van Natuurlijke Historie  (thans Naturalis), waar hij zich vooral met de systematiek van vissen en amfibieën bezighield. In 1825 werd Kaup assistent-conservator aan het museum van Darmstadt, hij kreeg daarvoor van de groothertog Lodewijk I van Hessen-Darmstadt een  tijdelijke aanstelling met een jaarsalaris van 440 gulden. Deze baan hield hij tot in 1837. In dat jaar kreeg hij een vaste baan als conservator (wirklicher Inspektor). Omdat zijn salaris niet voldoende was, verdiende hij bij als privédocent van kinderen uit rijke families.
In 1831 ontving hij een eredoctoraat van de Universiteit van Gießen. In 1834 trouwde hij met Elise Hauser; uit dit huwelijk zijn vier dochters en een zoon voortgekomen. 
De later beroemde dierschilder en graficus Joseph Wolf werkte kort na zijn grafische opleiding bij Kaup en maakte levensechte illustraties van door Kaup beschreven diersoorten.
Kaup werd in 1854 vooral bekend door het verwerven van het 3,5 meter hoge en complete skelet van een Amerikaanse mastodont (Mammut americanum) van het Philadelphia Museum  (Verenigde Staten) voor slechts 1200 gulden. Deze mastodont, een verre verwant en tijdgenoot van Euraziatische wolharige mammoet (Mammuthus primigenius ) uit de Kwartaire ijstijd, is nu in het Hessisches Landesmuseum Darmstadt te zien.
In 1855 werd hij door Karel Lucien Bonaparte uitgenodigd om drie maanden te werken aan de vissencollectie van het Muséum national d'histoire naturelle in Parijs. In 1858 werd Kaup door Lodewijk III van Hessen-Darmstadt benoemd tot hoogleraar in de zoölogie.
Johann Jakob Kaup overleed op 4 juli 1873 en werd in Darmstadt begraven. In het jaar van zijn overlijden werd een straat naar hem genoemd en die straat heet nog steeds die Kaupstraße.

## Zijn werk en nalatenschap
In zijn jeugdwerk "Skizze zur Entwickelungsgeschichte der europäischen Thierwelt' (schets van de ontwikkelingsgeschiedenis van de Europese dierenwereld) kwam hij met voor zijn tijd moderne inzichten en principes, die verrassend goed overeenkwamen met de later in 1859 door Charles Darwin gepresenteerde evolutietheorie. Later nam hij echter krachtig afstand van "den Unsinn von Darwin". Hij had net als andere beroemde morfologen van zijn generatie, zoals Georges Cuvier en Richard Owen, grote moeite met evolutie als geleidelijk proces in de tijd.
Kaup was niet alleen de auteur van een groot aantal taxa van dieren die nu leven, maar hij beschreef ook uitgestorven dieren aan de hand van fossielen. Heel bijzonder was zijn beschrijving uit 1829 van een Deinotherium een vondst uit een fossielenrijk gebied in Rijn-Hessen. Vier jaar later beschreef hij de Chalicotherium, een fossiel uit het Mioceen. In het daarop volgend jaar beschreef hij het taxon Pterosauria, een uitgestorven groep van vliegende reptielen, en in 1835 een beroemd geworden sporenfossiel in het buntsandstein uit het zuiden van Thüringen. Nog steeds is onbekend welk uitgestorven dier deze sporen heeft achtergelaten. Hij beschreef de wilgenbladvormige larve van de paling als een nieuw soort dier onder de naam  Leptocephalus brevirostris. Pas 40 jaar later (23 jaar na zijn dood) werd ontdekt dat dit een ontwikkelingsstadium van de paling was.
Kaup genoot aanzien bij bekende dierkundige anatomen als Georges Cuvier en Richard Owen. Met de laatste voerde hij een uitgebreide correspondentie. Kaup publiceerde 40 nu nog geldige geslachten waarin hij reeds beschreven vogelsoorten anders indeelde en beschreef 15 soorten vogels die nu nog als zodanig erkend worden waaronder de oostelijke bruine kiekendief (Circus spilonotus) en de Kaups bonte buizerd (Pseudastur polionotus).  Nog veel omvangrijker is zijn werk aan vissen, waar hij tientallen nieuwe soorten beschreef en reeds beschreven soorten opnieuw indeelde in door hem bedachte geslachten. Als eerbetoon is het vissengeslacht Kaupichthys naar hem vernoemd.

## Publicaties (selectie)
- Skizze zur Entwickelungsgeschichte der europäischen Thierwelt (1829)
- Neuen Jahrbuch für Mineralogie, Geognosie und Petrefaktenkunde (1832) Mitarbeit
- Die Gavial-artigen Reste aus dem Lias (1842-1844) samen met Heinrich Georg Bronn
- Classification der Säugethiere und Vögel (1844)
- Beiträge zur näheren Kenntniss der urweltlichen Säugethiere (1855-1862)

- Bibsys: 3028677
- CiNii: DA12396532
- Stuttgart Database of Scientific Illustrators 1450–1950: 8090
- Gemeinsame Normdatei: 118721321
- International Standard Name Identifier: 0000 0000 8380 1786
- Library of Congress Control Number: n87834430
- Nederlandse Thesaurus van Auteursnamen: 071561218
- Réseau des bibliothèques de Suisse occidentale: 02-A006403088
- SNAC: w61d5dm6
- Système universitaire de documentation: 152290494
- Museum of New Zealand Te Papa Tongarewa: 45111
- Virtual International Authority File: 47556903
- WorldCat: E39PBJhd7F4CJfbGQ3rQhG8DMP